# Зайчонок и муха
«Зайчонок и муха» — советский рисованный мультипликационный фильм, созданный в 1977 году режиссёром-мультипликатором Валентином Караваевым.

## Сюжет
Маленький Зайчонок не слушал свою маму-Зайчиху и очень плохо кушал. Всю еду, которую ему готовила мама, он тайком выкидывал за окно, и тем самым откормил большую, толстую, жадную муху. Вредная Муха его похитила, чтобы с помощью него шантажировать его маму.
Привязав к высокому дереву Зайчонка, Муха прилетает к его маме и ставит ей условие, согласно которому мама должна кормить Муху так, как Зайчонка. За это Муха пообещала его маме приносить Зайчонку «кое-что из еды». Однако, прилетая на дерево, Муха давала Зайчонку лишь остатки того, чего сама не доедала.
Воробей, друг семьи, решает помочь Зайчонку освободиться и одолеть Муху, что ему удаётся. Муха же, принеся Зайчонка домой, обещает больше никогда не возвращаться к его дому. В конце Воробей проглотил Муху.

## Создатели
- Автор сценария — Алексей Баталов;
- Режиссёр — Валентин Караваев;
- Художники-постановщики — Алла Горева, Галина Шакицкая;
- Композитор — Игорь Якушенко;
- Оператор — Борис Котов;
- Звукооператор — Владимир Кутузов;
- Редактор — Аркадий Снесарев;
- Ассистенты — Л. Морозова, Майя Попова;
- Монтажёр — Галина Смирнова;
- Художники — Анна Атаманова, Пётр Коробаев, Вера Харитонова, В. Максимович, Геннадий Морозов;
- Художники-мультипликаторы — Николай Фёдоров, Владимир Шевченко, Галина Зеброва, Виктор Лихачёв, Виолетта Колесникова;
- Директор картины — Любовь Бутырина.

## Роли озвучивали
| Актёр                    | Роль         |
| ------------------------ | ------------ |
| Маргарита Корабельникова | Зайчонок     |
| Вячеслав Невинный        | Муха         |
| Нина Гуляева             | Зайчиха-мама |
| Георгий Вицин            | Воробей      |

## Награды
- 1977 — «Зайчонок и муха» — специальная премия на Московском фестивале детского кино[1].